# Посио (Финляндия)
Посио (фин. Posio) — община в Финляндии, в провинции Лапландия.

## География
Площадь — 3 544,67 км². Община расположена в 59 км от Куусамо, 132 км от Рованиеми, 220 км от Оулу и 863 км от Хельсинки. 505,11 км² территории Посио занято озёрами.

## Общая информация
Главными работодателями в Посио являются сама община, крупный производитель керамики Pentik и производитель сельскохозяйственной продукции (главным образом молока). Важной статьёй экономики является также туризм. Через северо-восточную часть общины проходит Европейский маршрут E63.
Община Посио начала свою деятельность на рубеже 1925 и 1926 годов. Именно в это время считается, что муниципалитет зародился. Новая община и муниципалитет были образованы в основном из территорий, принадлежавших Куусамо. Меньшие части были присоединены к южной части Посио от Тайвалкоски, западная часть от Пудасъярви и северо-западный угол от Рованиеми. Среди достопримечательностей общины стоит отметить каньон Короуома (около 30 км в длину), территория которого является заповедником. Интересен также Международный музей кофейных чашек, содержащий более 2000 экспонатов из более чем 80 стран. На территории общины находится национальный парк Рийситунтури, занимающий 77 км², а также часть национального парка Сюете.

## Население
Население по данным на 2012 год — 3 004 человек. Плотность населения составляет 1,03 чел/км². Для 99 % населения общины родным языком является финский, для 0,1 % — шведский, 0,1% - другие языки и для 0,8 % — русский язык. Население в возрасте до 15 лет составляет 12,5 %; доля лиц в возрасте старше 65 лет — 24,3 %.
| 1970 | 1975 | 1980 | 1985 | 1990 | 1995 | 1998 | 2000 | 2002 | 2004 | 2006 | 2008 | 2010 | 2011 |
| ---- | ---- | ---- | ---- | ---- | ---- | ---- | ---- | ---- | ---- | ---- | ---- | ---- | ---- |
| 6317 | 6118 | 5950 | 5906 | 5478 | 5260 | 4938 | 4602 | 4458 | 4319 | 4200 | 4020 | 3911 | 3858 |

## Галерея

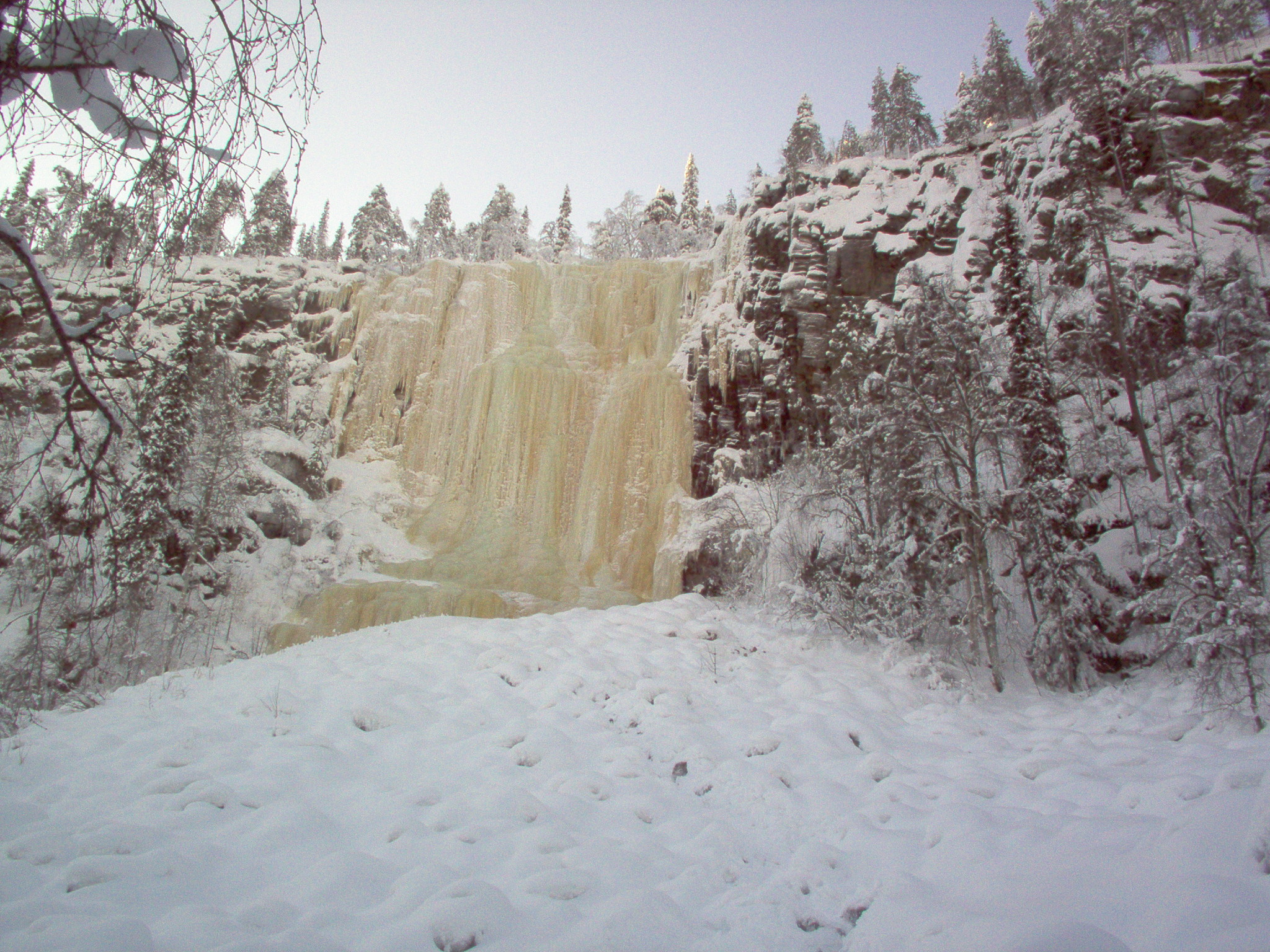
Ледяная стена в Короуома
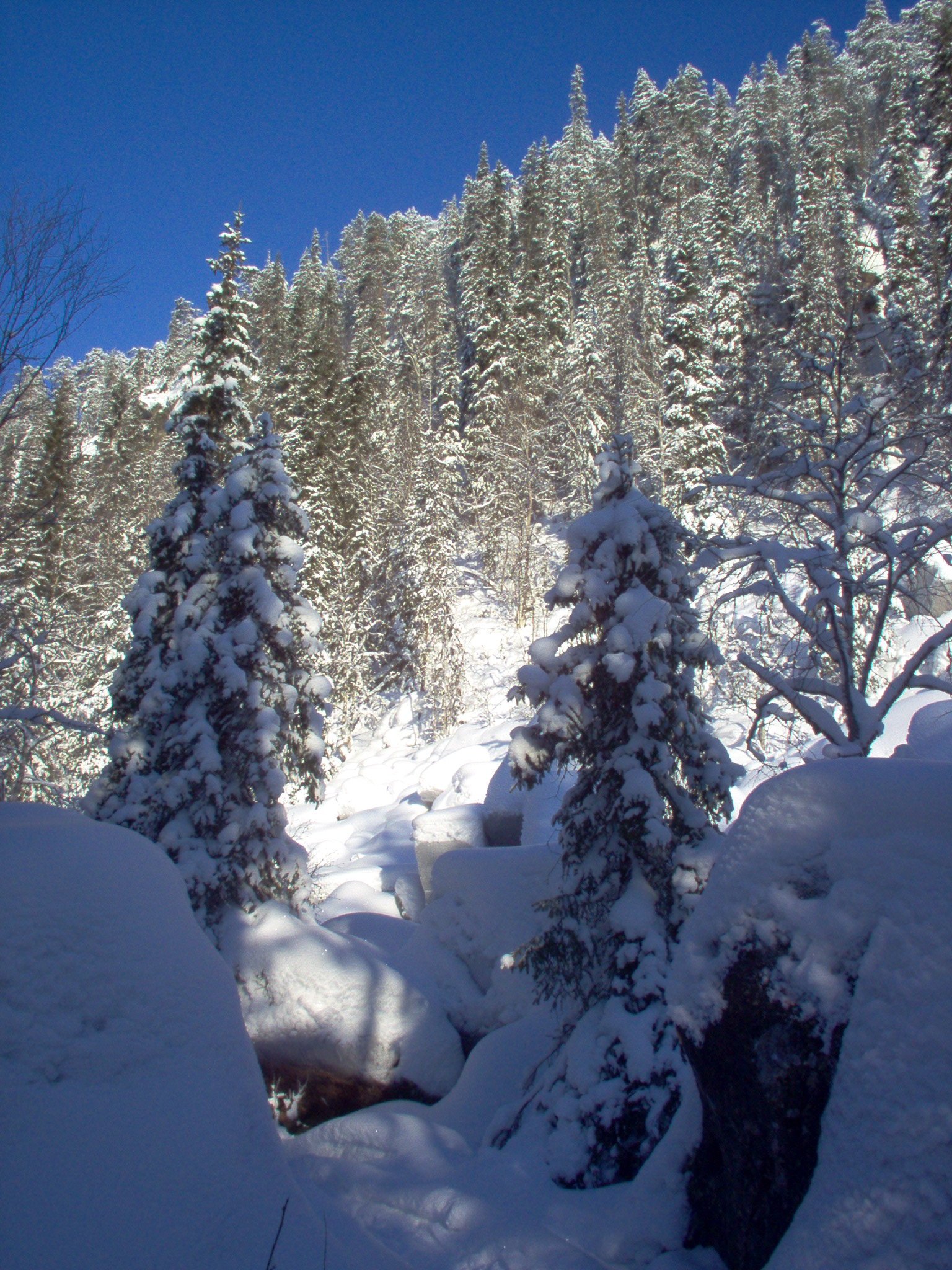
Каньон Короуома
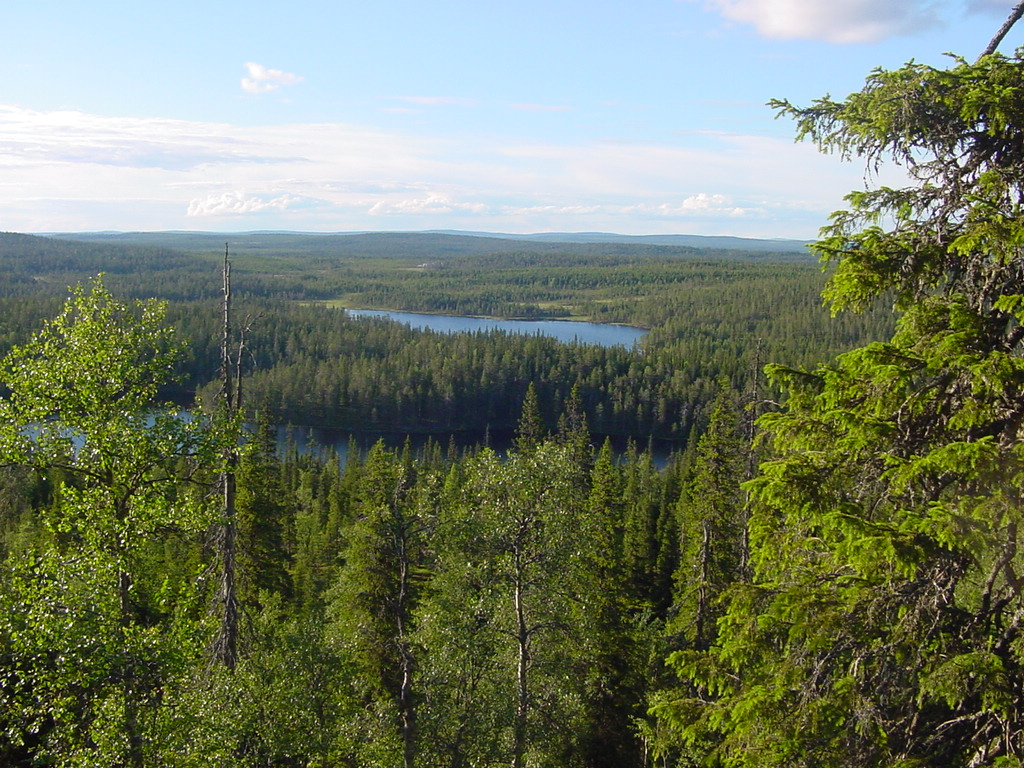
Национальный парк Рийстунтури
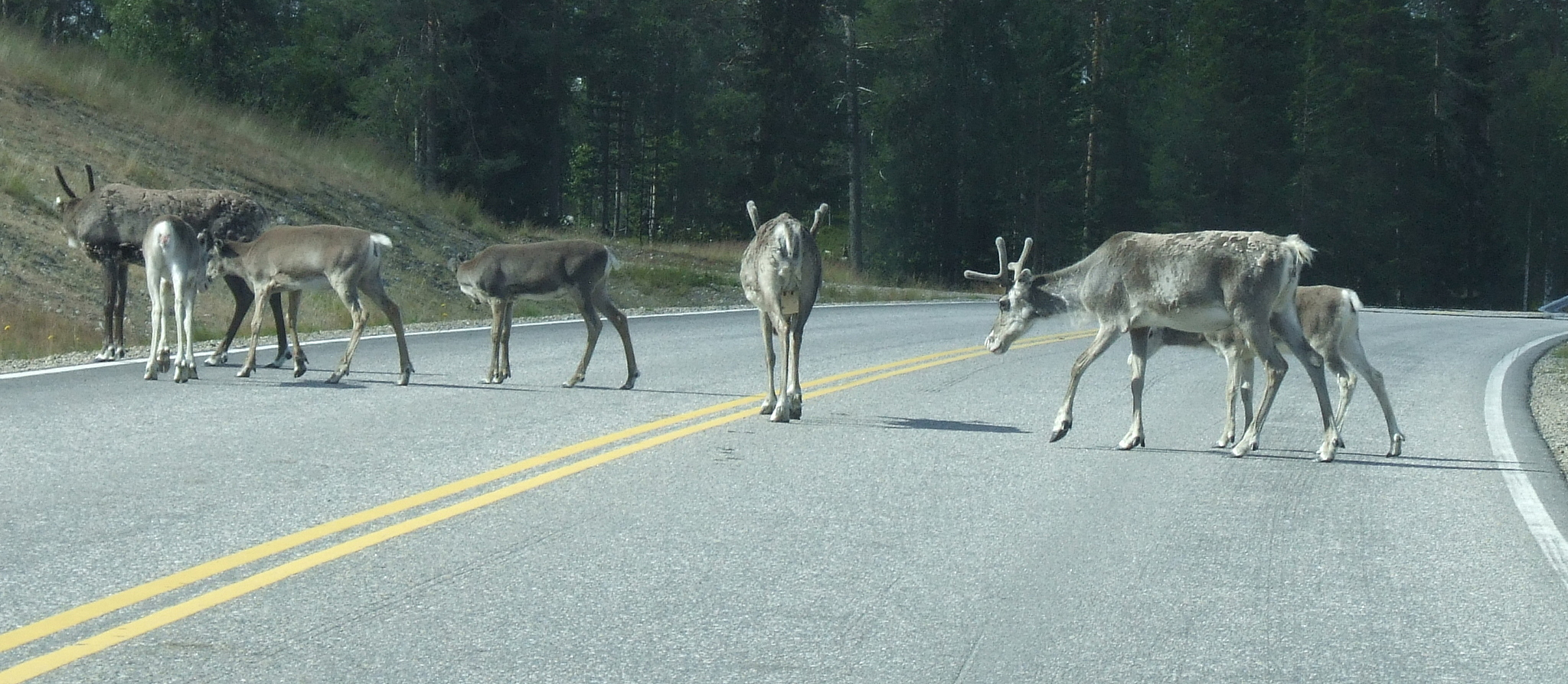
Стадо оленей, переходящее дорогу

## Города-побратимы
- Оленегорск[8]